# بيلي هوغن
بيلي هوغن (بالإنجليزية: Billy Hogan)‏ هو كاتب أغاني أمريكي، ولد في 10 أكتوبر 1933، وتوفي في 6 يونيو 1994.